# José Ferreiro
{{Info/Música/artista
|nome = José Ferreiro
|imagem =Ficheiro:José Ferreiro Pai com 40 anos.jpg
|imagem_legenda =José Ferreiro em 1935
|Fundo =Acordeonista_compositor
|nome_completo =José das Neves Vargues
|nascimento_data=20 de maio de 1895
|origem =Bordeira (Faro)
|país =Portugal
|data_nascimento ={{|20|5|1895}}
|morte_data =21 de agosto de 1967 (72 anos)
|morte_local=Bordeira (Faro)
|actividade =  1907 - 1967
|outras ocupações =compositor
|instrumento =acordeão
|modelos =Fratelli Crosio, J.Contreiras
|gênero =Folclore, Tango, Valsa, Corridinho
|gravadora =Colúmbia Records
|local_morte =Bordeira (Faro)
|nacionalidade =português
|ocupação =Acordeonista 
|website =Página oficial
}}
José Ferreiro de seu nome baptismal José das Neves Vargues (Bordeira, 20 de Maio de 1895 - Bordeira, 21 de Agosto de 1967), foi um acordeonista português.

## Biografia

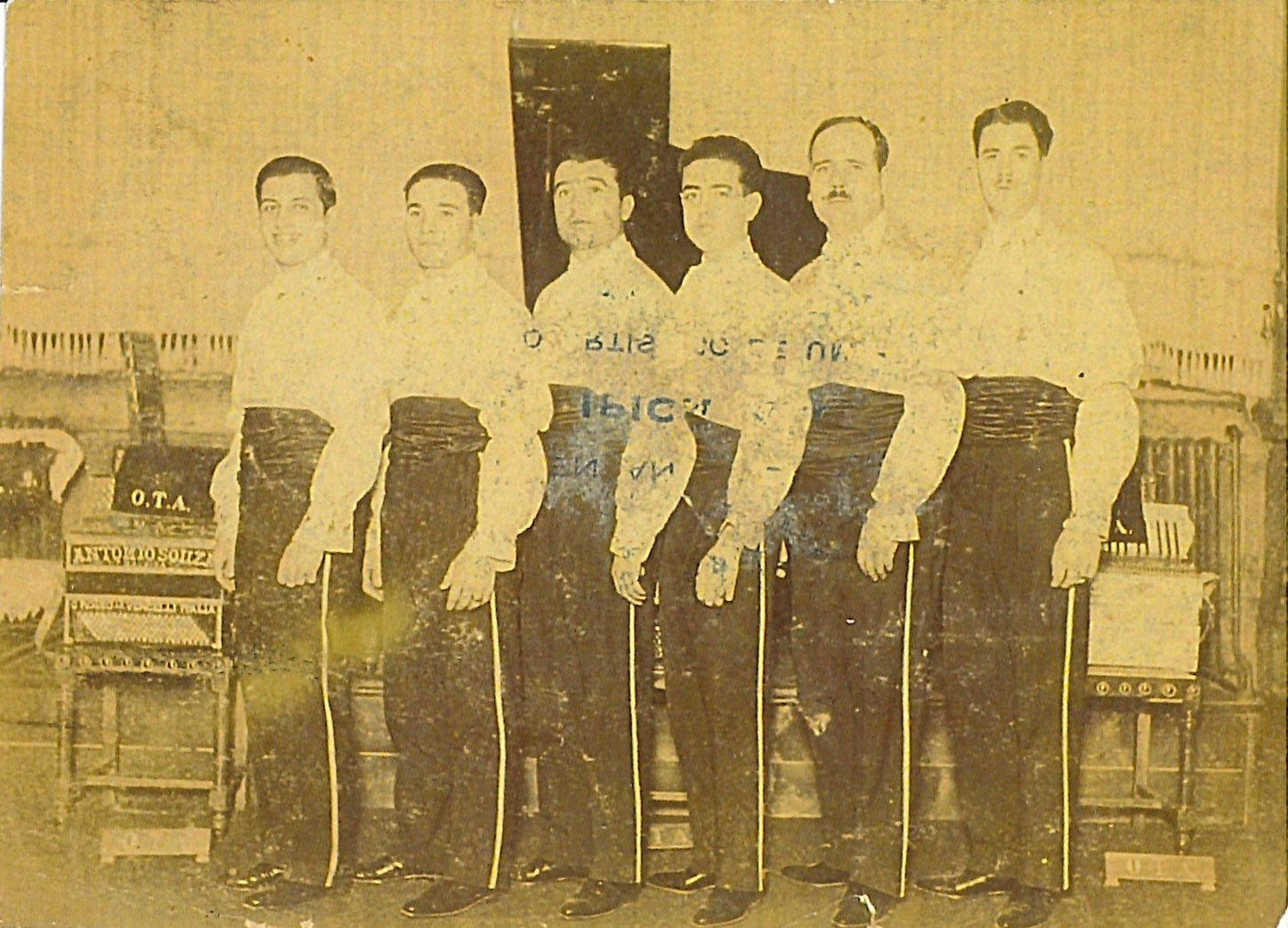
Orquestra Típica Algarvia,em 1932,

Filho de Joaquim das Neves Vargues e de Maria Cavaco. Foi ferreiro de profissão assim como o seu pai e os seus dois irmãos. É natural de Bordeira Faro Freguesia de Santa Bárbara de Nexe e não de Aljezur, havendo várias referências sobre esta afirmação. Compôs o corridinho Alma Algarvia, o cartão de visita do Algarve, conhecido em todo o País e todo o mundo. Fundou a Sociedade Recreativa Bordeirense e compôs o Hino de Bordeira{pag.22 do livro As Obras de José Ferreiro Pai & Filho "Terra de  Acordeão"} com letra do seu amigo António Aleixo, para a inauguração da Sociedade, em 1936. E durante muitos anos participou nas célebres charolas de Bordeira, para a qual compôs também a Marcha de Bordeira,{Pag. 22 do livro "As Obras de José Ferreiro Pai & Filho de "Terra de Acordeão"} que é considerada o Hino de Bordeira. Em 1932, participou na 1.ª Orquestra Típica Algarvia, chefiada pelo maestro Frederico Valério. Até há muito pouco tempo, desconhecia-se a existência desta 1.ª Orquestra.

## Casamento e filhos
Casou em 1914 com Maria dos Prazeres, natural de Bordeira (Faro). Desse casamento nasceram quatro filhos. Maria dos Prazeres Vargues, radicada no Brasil, desde a década de quarenta, já falecida José Vargues Prazeres, que lhe seguiu a arte de acordeonista, conhecido por José Ferreiro Júnior, já falecido no Brasil,

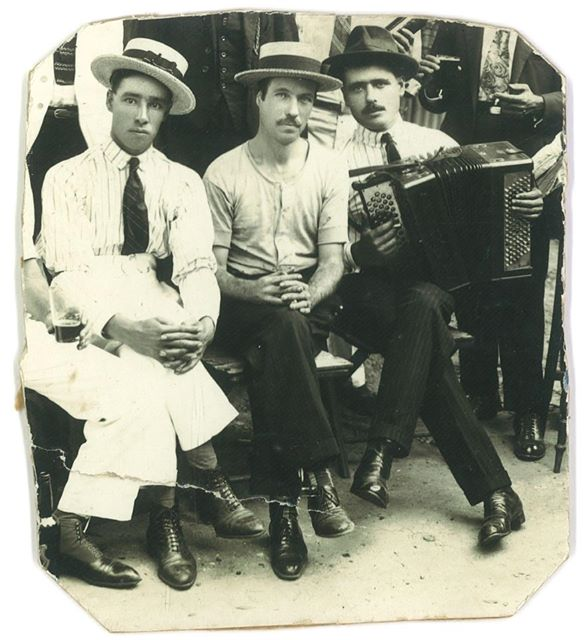
José Ferreiro (pai), no Brasil com o acordeão ao lado de familiares

## Para além do artista
A sua simplicidade, bondade, cordialidade e a prática do bem, ficou na recordação das pessoas que o conheceram. E a poucos dias do falecimento da acordeonista Eugénia Lima, nas últimas entrevistas desta senhora do Acordeão, ela não se esqueceu de José Ferreiro (Pai), quando o ouviu tocar acordeão juntamente com o seu filho em Castelo Branco, a ainda criança de seis anos Eugénia Lima, não mais esqueceu que José Ferreiro (Pai), assim era designado, para não confundirem com o seu filho, reparou na menina que estava na plateia com o seu pai e no fim do espetáculo falou com ela e seu pai e soube do seu interesse pelo acordeão e quando a menina disse que queria ter um acordeão cromático e não a concertina, 'José Ferreiro' virou-se para o pai e disse-lhe, tem que comprar um acordeão à sua filha e ele próprio sempre disposto a ajudar, prontificou-se a mandar um acordeão para a Eugénia Lima, mas não foi oferecido, o pai pagou, como ela quiz esclarecer. No dia da primeira parte da homenagem, que lhe foi feita em 2012, na Sociedade Recreativa Bordeirense,[carece de fontes?] ao se falar dele vincava-se sempre o seu perfil de homem bondoso e gentil, pelas pessoas que falaram.[carece de fontes?]

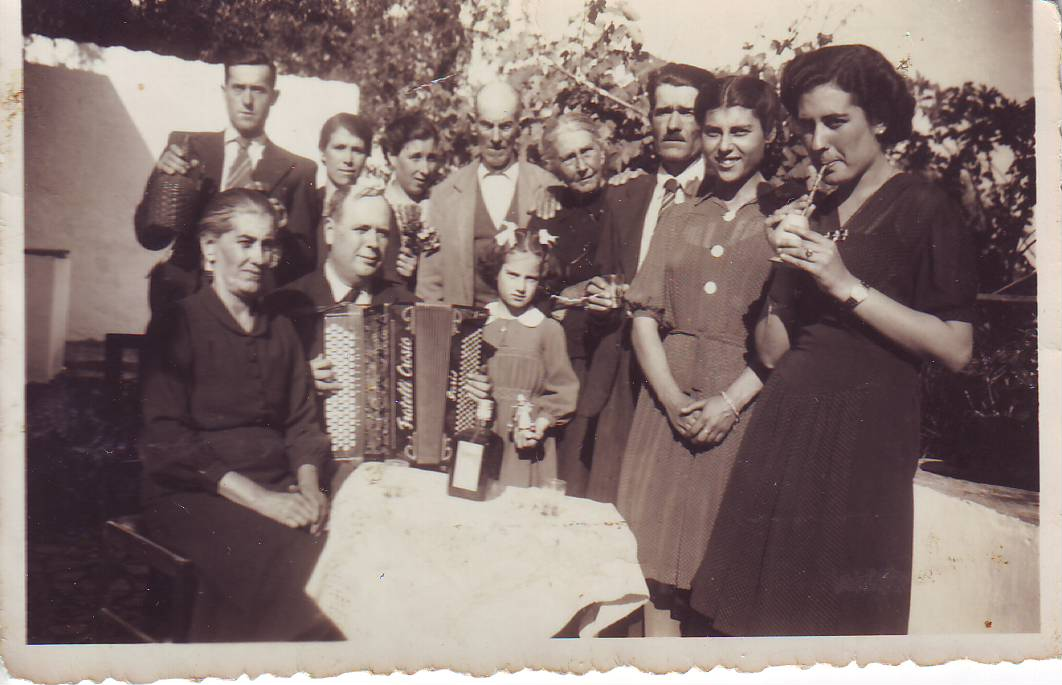
José Ferreiro (Pai) e Família, no pátio da sua casa em Bordeira

## Percurso artístico
Em 1966, fez a sua derradeira viagem ao Canadá e Estados Unidos da América, para actuar para os Imigrantes seus conterrâneos, iclusivamente a sua sobrinha "Mercedes Ferreira"  no Canadá, tendo feito um corridinho intitulado "Portugueses no Canadá", também esteve nos Estados Unidos da América, onde tinha dois sobrinhos, um deles Jorge Ferreiro,também foi acordeonista e outro "Quincas", um exímio dançarino. No verão do ano seguinte, sofre um AVC e faleceu ,quando se preparava para viajar para América Latina, Brasil e Argentina.
Em 1923 quando esteve no Brasil, iniciou a aprendizagem da evolução do acordeão.{pag.22 do livro "As Obras de José Ferreiro Pai & Filho de "Terra de Acordeão"}
Em 26 de Abril de 1929 esteve em França, onde fez várias actuações e aprendeu novas técnicas, tendo regressado em Outubro do mesmo ano. Esta afirmação é comprovada pela pelo seu passaporte, que esteve em exposição na Sociedade Recreativa Bordeirense, em 13 de Outubro de 2012, quando foi feita a exposição da Obra de José Ferreiro (Pai) e Filho.
Evidenciou-se desde cedo como um exímio acordeonista. O melhor da sua época. Não se sabe como é que ele aprendeu, pois dos irmãos, foi o único que se dedicou ao acordeão. Talvez como disse o declamador João Pires na homenagem que lhe foi feita em Faro de 2002, o ventre da sua mãe tenha sido a sua escola e o malho de ferreiro o ritmo da sua música. em 1925 no cine-teatro de Faro, fez parte de um concurso de acordeonistas,{"pag.22 do livro "As Obras de José Ferreiro Pai & Filho de "Terra de Acordeão"} os melhores da sua época, de que fazia parte, João Bexiga, José Messena Fialho- Ceguinho da Luz, Manuel Granja, José Padeiro, Ruy Cabrita, António Machado, António Madeira, J.Calote, José Sapateiro.

## Orquestra Típica de Acordeão Algarvia

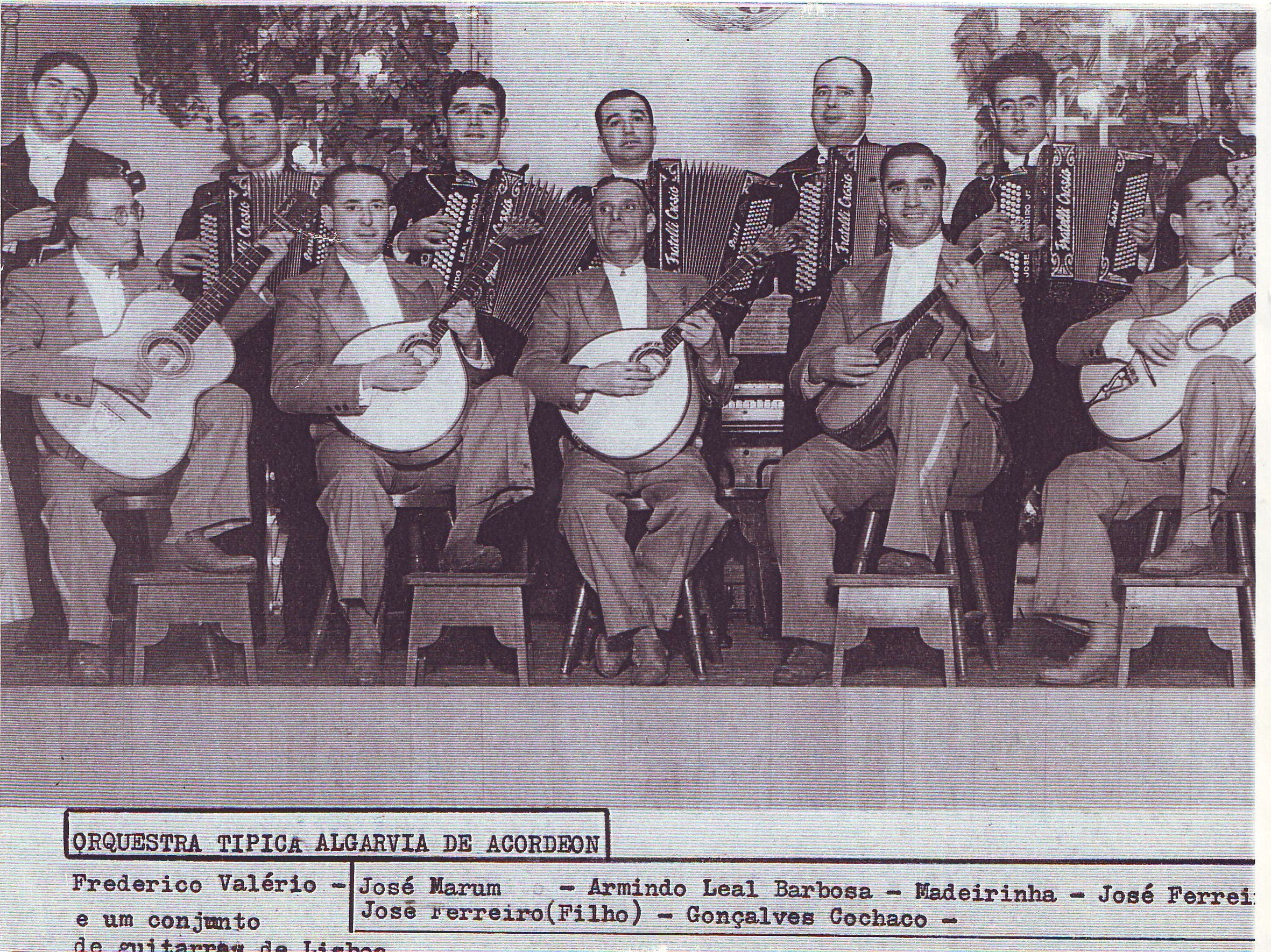
Orquestra Típica Algarvia de Acordeon em 1936

Em 1936, "João Pires em Faro, fala de José Ferreiro (Pai)" fez parte da Orquestra Típica de Acordeão Algarvia, que foi reorganizada pelo Maestro João Nobre, que era natural de Faro, da qual fazia parte os já famosos acordeonistas José Ferreiro Júnior e António Madeirinha. Esta orquestra fez um enorme sucesso, tendo actuado em Lisboa, rasgando fronteiras, atingindo Paris.
Antes em 1932, fez parte também de outra Orquestra, chefiada por Frederico Valério. Em 1959, integrou a terceira orquestra, sendo esta denominada Orquestra Regional de Armóneos, que fez um grande êxito no Coliseu dos Recreios em Lisboa, do que seria a Grande Noite Algarvia.

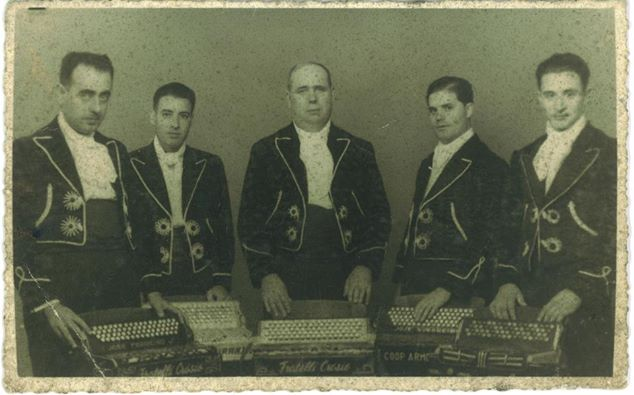
Orquestra Típica de Acordeão Algarvia, em 1947

## As Charolas deBordeira

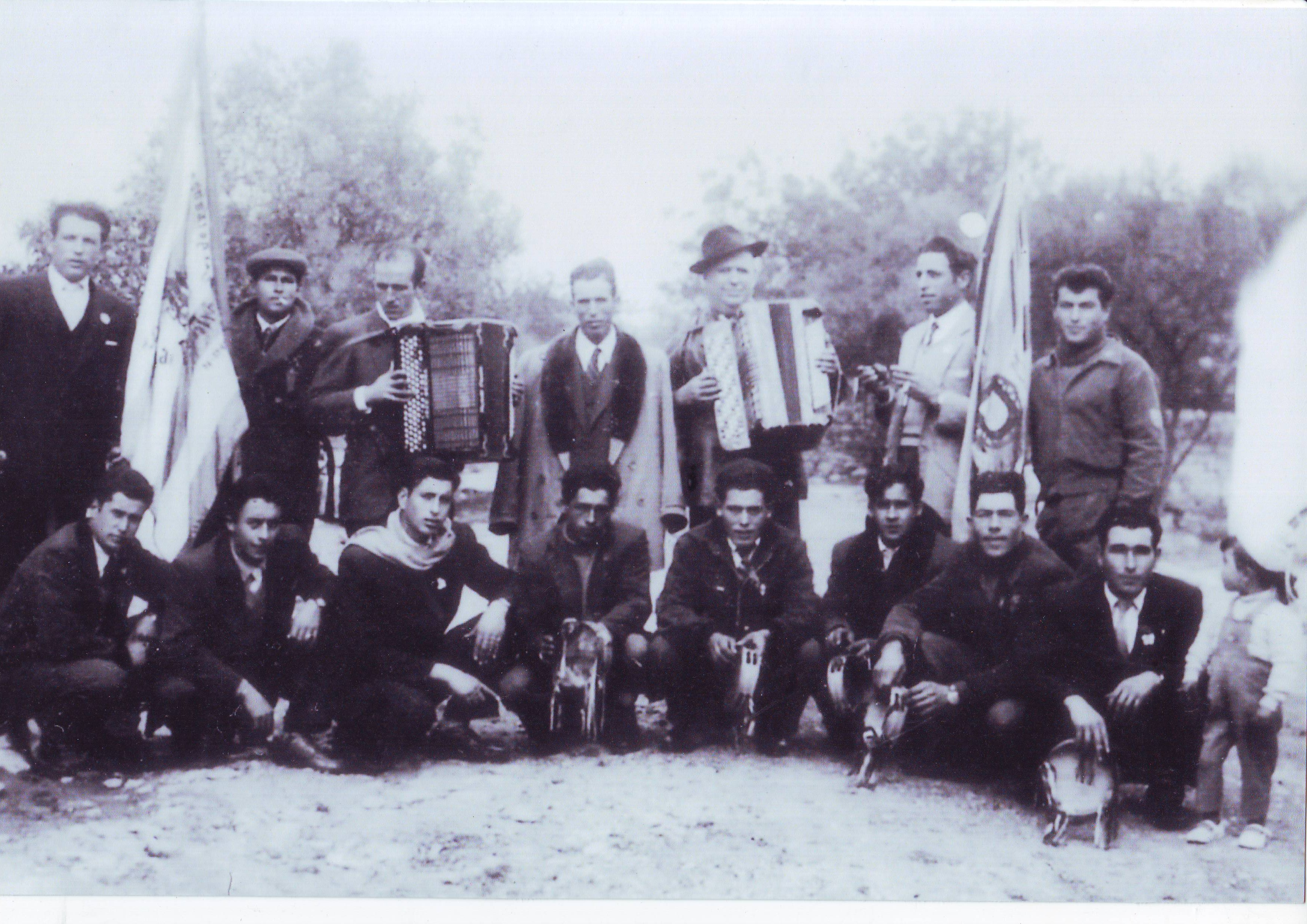
Charolas de Bordeira, na década de 1960

Cantar as charolas é uma tradição, que remonta desde a primeira década ou segunda do Século passado e segundo a história daquela aldeia, chamada Bordeira (Faro) e que faz parte da Freguesia de Santa Bárbara de Nexe, começou com José Ferreiro (Pai). Ele compunha a entrada da charola e a "marcha". Os instrumentos eram o acordeão, os "ferrinhos", as "castanholas" e o "pandeiro".[carece de fontes?] O seu nome ficou na história desta tradição típica do Algarve e que continua a manter-se. A sua presença era obrigatória e quando se falava em charolas, o seu nome era logo mencionado, por aquelas gentes. É muito importantes para estas gentes estas festas, pois não têm mais nada e ele tomava muito a peito a responsabilidade da parte musical das charolas. Foram encontradas na sua casa as pautas das charolas do ano em que faleceu, 1967. No site da Freguesia de Santa Bárbara de Nexe, a sua fotografia está em destaque, quando se entra no respectivo site.

## Orquestra Regional de Harmónios

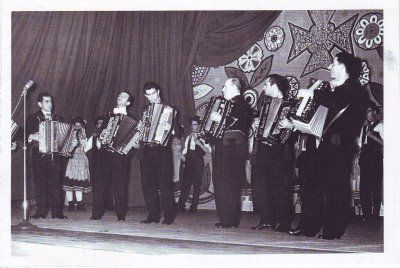
Orquestra Regional de Armóneos,chefiada por José Ferreiro (Pai) e que fazia parte João Barra Bexiga,Fernando Carvalho,Valério Rodrigues,Ilídio Nascimento,José Pacheco,Carlos Pacheco e Ataíde Rosário Teatro de Tavira-1959

José Ferreiro (Pai), em 1959, já com 66 anos de idade, fez parte da Orquestra Regional de Harmóneos de Faro.{Pag.103 do livro "O Acordeão no Algarve da autoria de "Nuno Campos Inácio} Actuou a duo com João Barra Bexiga no Teatro A.Pinheiro em Tavira.[carece de fontes?]
Foi também integrando esta Orquestra, que ele esteve em 1959, no Coliseu dos Recreios[carece de fontes?] em Lisboa com o Rancho Folclórico de Faro, onde também esteve presente o seu sobrinho Quincas, grande dançarino daquele tempo. Essa noite que nos jornais, foi chamada "A Grande Noite Algarvia assim como outros acordeonistas" e que teve o privilégio de ser televisionada.

## Homenagem a José Ferreiro (pai)
Em 26 janeiro 2002, foi feita a José Ferreiro (Pai) e António Madeirinha, uma homenagem, produzida pela Sociedade Recreativa Bordeirense e com o apoio de outras entidades,com a participação de vários acordeonistas, ente eles: João Barra Bexiga, Nelson Conceição, Hilda Maria, Manuel Matias, Helder Barracosa, Maria Adélia Botelho e Joaquim Neves.

Homenagem às Obras de José Ferreiro Pai & Filho realizada no Teatro das Figuras em 2012

O projecto terra de acordeão, foi promovido pela Junta de Freguesia de Santa Bárbara de Nexe e pela Sociedade Recreativa Bordeirense, para preservar a música algarvia e os acordeonistas e compositores, e entre os quais estão José Ferreiro (Pai) e José Ferreiro Júnior.
Em 3 de Novembro de 2012, Informação de 1 de Novembro de 2012, foi feita uma homenagem a José Ferreiro pai & filho, produção da Junta de Freguesia da Santa Bárbara de Nexe,{Sul Informação de 1 de Novembro de 2012} com o apoio da Sociedade Recreativa Bordeirense e da Cãmara Municipal de Faro, Sérgio Martins e Teresa Lucas, fazendo parcerias com Nelson Conceição, Hemenegildo Guerreiro e Hélder Barracosa, no Teatro das Figuras em Faro. Falou-se também sobre a sua conversão a Cristo, mas nada alterou o seu rumo artístico.[carece de fontes?]

## Compositor
- 1958 grava 2 discos "Corridinhos do Algarve" e O Rei do Corridinho em 45 RPM.(Pauta escrita manualmente pelo autor)[carece de fontes?] José Ferreiro (Pai),[26] onde ele escreve que foi gravado por ele e escreve a data de 1958. O corridinho dos Ferreiros[carece de fontes?] a par do vira Encantos de Primavera, tiveram um enorme sucesso e têm sido gravados, pelos melhores acordeonistas da actualidade e não só. Recordo Eugénia Lima, Rodrigo Maurício, Teresa Guerreiro, Helder Barracosa, Nelson Conceição
- 2003 Nelson Conceição, grava "Mitos", com alguns temas de José Ferreiro (Pai).

Corridinhos do Algarve, cujo tema de maior sucesso, foi o corridinho Amêndoas e Alfarrobas, também tem sido muito gravado e já fez parte dos temas musicais de uma peça de Teatro, que esteve em cena num Teatro da Capital. Os temas abaixo citados, foram gravados em 45 e 78 RPM Minhota Bonita-vira, Acordeôes do Algarve-marcha, Alegria do Ano-marcha, Alma Algarvia-corridinho, Armação do Ramalhete-corridinho, Caçadores de S. Brás-corridinho, Cheira a Algarve-corridinho, Corridinho da Praia, Corridinho de Faro, Corridinho dos Alfinetes, Dádiva de Amor-passo doble, Dia de Festa-corridinho, Do Minho ao Algarve-vira, Está em Moda o Corridinho, Esta Saudade-corridinho,Estilo da Charola Sociedade de 1967, Fascínio Algarvio-valsa, Flores do Sul-corridinho, Hino da Sociedade-hino, Hino de Bordeira-hino, Jardim à Beira Mar-corridinho, Jovem Minhota-vira, Juventude da União Bordeirense-marcha, Lembranças da Minha Terra-corridinho, Marcha da Sociedade Recreativa Gorjonense-marcha, Marcha de Bordeira-marcha, Marcha de Bordeira 1966-marcha, Marcha do Cortejo de Oferendas-marcha, Marcha do Taberneiro-marcha, Marcha para Charolas de 1967-marcha, Meus Anos-Corridinho, O Meu Algarve-corridinho, Portugueses no Canadá-corridinho, Roda Catrina-corridinho, Rosas do Algarve-corridinho, Santa Bárbara de Nexe-corrdidinho, Saudação aos Portugueses-corridinho, sonho longíquo-valsa, Tango da Saudade-tango, Verão Triste-valsa.
Todas estas composições constam na Sociedade Portuguesa de Autores e também no livro "As Obras de José Ferreiro Pai & Filho, da autoria de Hermenegildo Guerreiro e Nelson Conceição, pag 3 e 4

## Informação Histórica
Em 1925, quando esteve presente num concurso de acordeão em Faro, com outras estrelas do acordeão, já o chamavam de Rei, não admira que quando gravou em 1959,dois discos, tivessem dado o nome de um deles " O Rei do Corridinho".
Tanto na R.D.P. como na SPA, José Ferreiro (pai), apenas gravou 2 discos de 45 rotações a solo de composições da sua autoria. O 1º. disco Intitulado O Rei do Corridinho e o 2º. disco intitulado Corridinhos do Algarve. As dezenas de gravações efectuadas nos anos 30 e 40, foram todas gravadas a duo com o seu filho, José Ferreiro Júnior. Estas informações podem ser obtidas na R.D.P., na SPA[carece de fontes?] e na Gravadora Valentim de Carvalho.
Na Sociedade Portuguesa de Autores, pode ser consultado no Arquivo pelo seu nome verdadeiro "José das Neves Vargues", todas as obras da sua autoria, interpretadas por ele e por outros artistas, cujos registos já estão informatizados e abertos ao público pela internet. Quanto às gravações em discos de 78 rotações e 45 rotações, podem ser consultados os registos no Arquivo Histórico da Radiodifusão Portuguesa(RDP)[carece de fontes?] dos mesmos já passados para áudio em CD, referentes às suas composições que foram interpretadas por ele próprio a solo e também acompanhado pelo filho José Ferreiro Júnior.
No sítio do Arquivo histórico da RDP encontram-se alguns dos registos que a mesma conseguiu aproveitar dos discos de 78 rotações, antes da sua destruição.

## Biografia de José Ferreiro (pai), em publicação
Na publicação da revista de que publicitou a XIII Grande Gala do Acordeão de Francisco Saboia,[carece de fontes?] em 27 de Maio de 2004, que tem organizado os Festivais Internacionais de Acordeão, saiu a biografia, deste acordeonista,[carece de fontes?] nas páginas, oito e nove, onde se pode ler parte da sua vida, e as homenagens que lhe têm sido feitas.[carece de fontes?]
Também é de referir o apoio do Director do jornal a Avezinha Arménio Aleluia', que tem acompanhado estes festivais, que encerram sempre com o célebre corridinho Alma Algarvia, de José Ferreiro (Pai), tornando esta obra internacional.
Em uma publicação na Revista de 59º Troféu Mundial de Acordeão encontra-se a biografia de José Ferreiro (Pai), onde também refere que o nome do seu corridinho Alma Algarvia, foi dado pelo Maestro João Nobre.

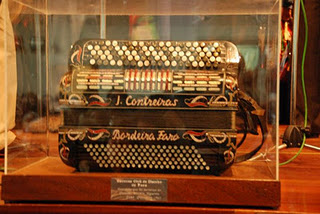
O acordeão de José Ferreiro (Pai), em exposição no Museu de Faro.

Em, 25 de Julho de 1975, foi feita uma homenagem a José Ferreiro (pai), por iniciativa do grande acordeonista António Madeirinha, muito querido de Bordeira e de António Guerreiro dos Prazeres, a que aderiram muitos acordeonistas e amigos, onde não faltou a grande Senhora do Acordeão, Eugénia Lima, que durante a homenagem fez as mais notáveis referências e qualidades do criador da Alma Algarvia.
Pela 1ª.vez foi assinalada com o seu nome a rua principal de Bordeira (Faro). Sentiu-se que se perdeu um notável artista e que ficou um vazio, dificilmente substituível. É importante dizer, que o acordeão foi construído, em Bordeira (Faro), por Vitorino Contreiras,[carece de fontes?] sendo o próprio José Ferreiro, quem afinou toda a música.
O seu acordeão foi adquirido à família pelo Registo Civil de Faro, tendo ficado depositado numa das suas salas, com destino ao Museu Etnográfico de Faro, por iniciativa de Manuel Cabrita Neto, Governador Civil de Faro. Excerto de parte do apontamento de José Moleiro de Dezembro de 1988.
- Jornal de Bordeira-Algarve, apontam. de José Moleiro em Dezembro de 1988
- Em referências podemos ler um artigo sobre o regresso do acordeão de José Ferreiro (Pai) a Bordeira (Faro)[35]
- Em referências, podemos  ver a visita de Eugénia Lima ao Museu do Acordeão e onde José Ferreiro (Pai) e Filho são lá recordados.

## Os acordeonistas de outros tempos
Quando se recorda a história do acordeão em Portugal, José Ferreiro (Pai) e José Ferreiro Júnior destacam-se, pois fizeram parte dos melhores. E uma coisa é certa, quando se fala do acordeão, temos que saber a sua história, porque sem história, não há presente nem futuro. Estas fotografias que se se podem ver, na revista da XIV, grande gala internacional de acordeão, que se realizou em Março de 2005, são bem prova de que não podem ser esquecidos.[carece de fontes?]
Na página três, Arménio Aleluia, director do jornal a Avezinha, diz que o acordeão tem tido uma grande expansão, não só em quantidade, mas também em qualidade.[carece de fontes?]
Diz também que desde José Ferreiro (Pai) até Gonçalo Pescada ou João Frade, muitos têm sido os algarvios, que com a suas arte, têm fortalecido a ideia de que o acordeão é rei no Algarve. Nesta mesma publicação, o Sr. Desidério Jorge da Silva, Presidente da Câmara de Albufeira, recorda que o acordeão é um modo de relembrar origens e explica empiricamente os sentimentos.

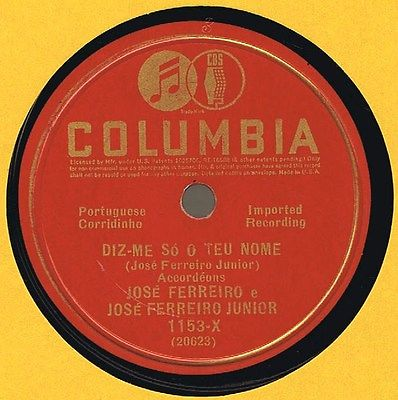
Gravação pelos Ferreiros"Diz-me Só O Teu Nome".na década 30

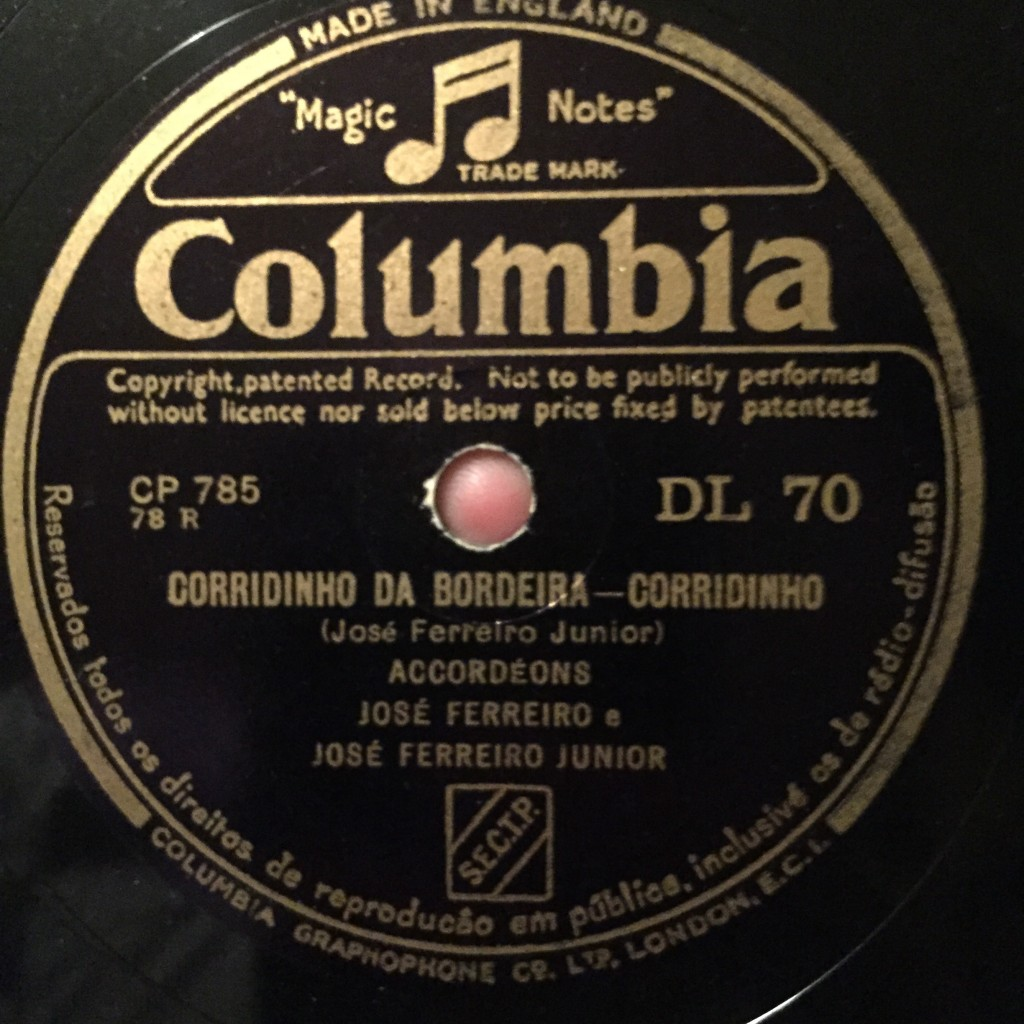
Gravação pelos Ferreiros, Corridinho da Bordeira na década 30

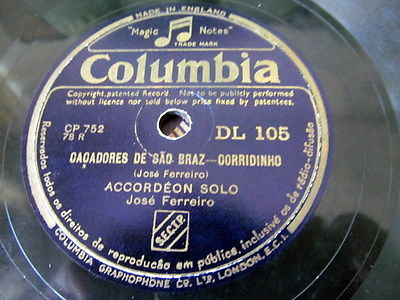
Gravação de José Ferreiro (Pai), do corridinho [Caçadores de São Braz"

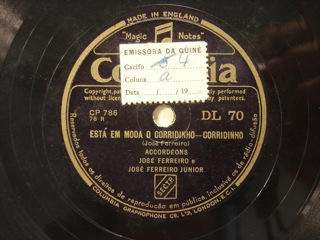
Gravação pelos Ferreiros, da autoria de José Ferreiro (Pai)[Está em Moda o Corridinho

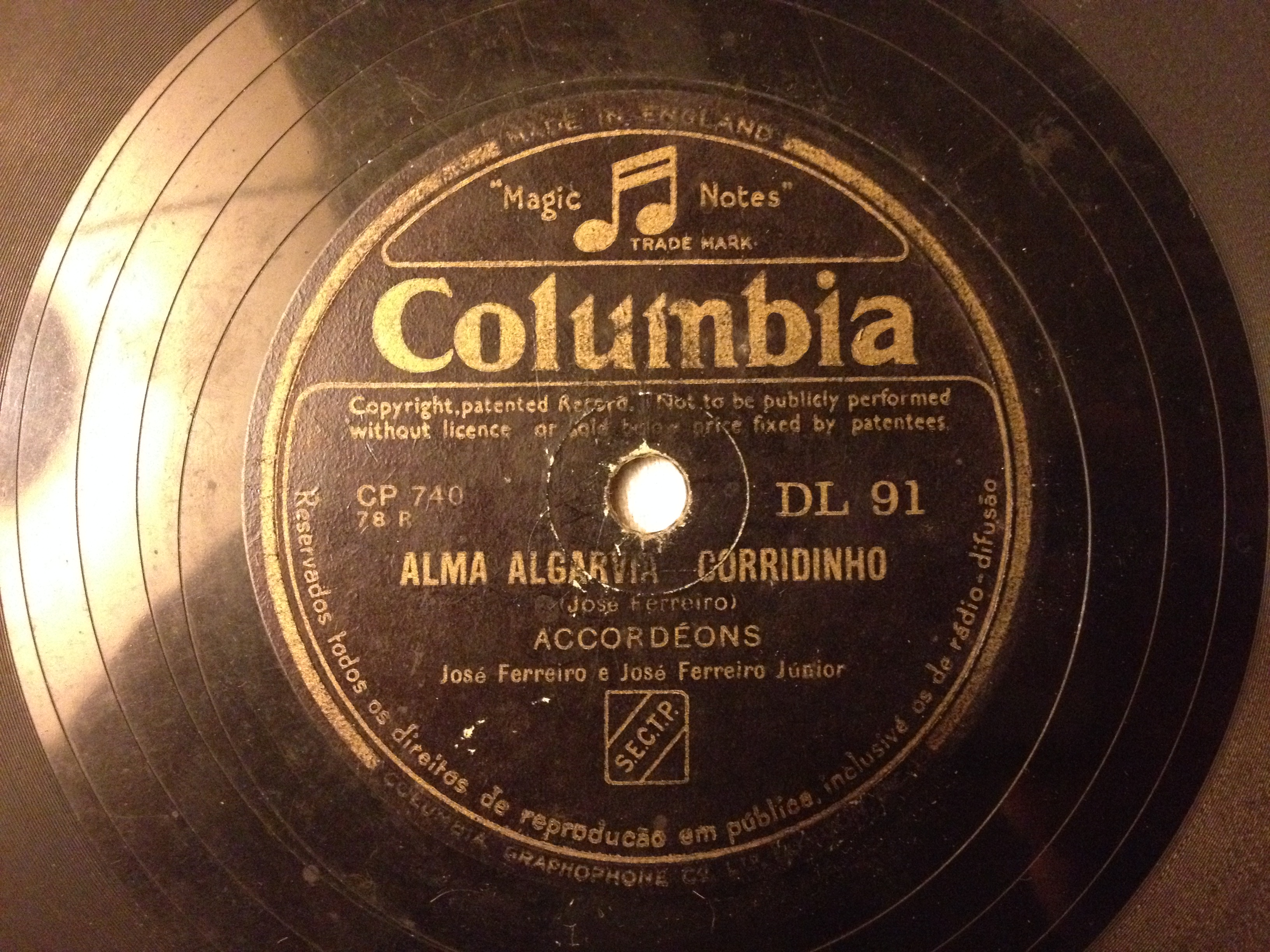
gravação de José Ferreiro (Pai) e José Ferreiro (Filho), nos anos 40.

## Discografia
A maior parte dos seus discos, que foram gravados por José Ferreiro (Pai), uns a solo, outros conjuntamente com José Ferreiro Júnior, as imagens estão inseridas no lado direito da página.

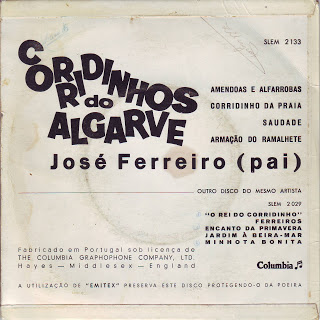
Verso da capa do disco de José Ferreiro, gravado em 1959

Quando da recolha da Obras de José Ferreiro Pai e Filho, foram descobertas gravações em 78 rotações, feitas pelos Ferreiros em Duo e a solo.[carece de fontes?]

Discos de 45 rotações de José Ferreiro e 78 rotações de José Ferreiro e José Ferreiro Júnior,"Alma Algarvia" & Dia de Festa imagem publicada no livro das Obras de José Ferreiro Pai & Filho, editado em 2014

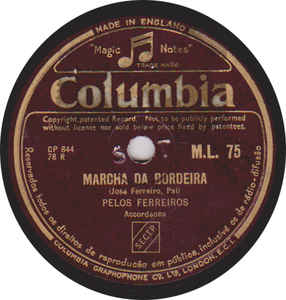
Disco gravado pelos Ferreiros "Marcha de Bordeira" em 1936,da autoria de José Ferreiro Pai

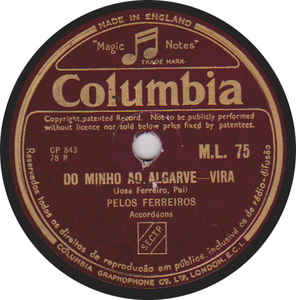
disco gravado pelos Ferreiros " Do Minho ao Algarve"-vira em 1936,da autoria de José Ferreiro Pai

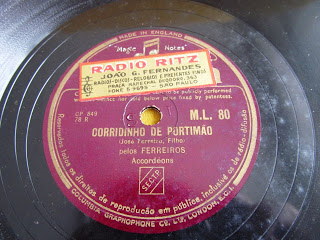
Disco Os Ferreiros, década 30 Corridinho de Portimão, da autoria de José Ferreiro Filho

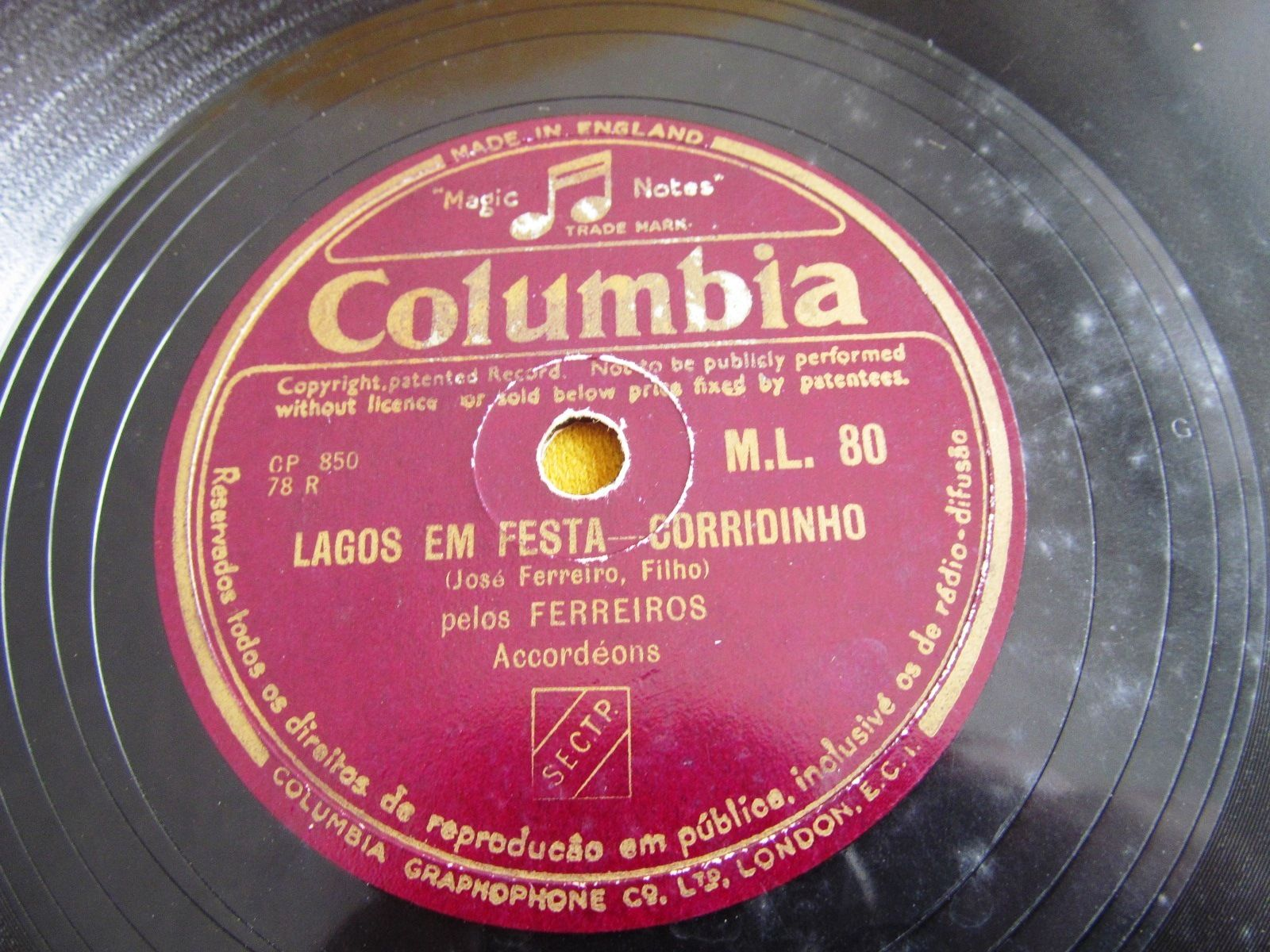
Disco Colúmbia de 78 RPM "Lagos em Festa, da autoria de José Ferreiro, Filho década 30

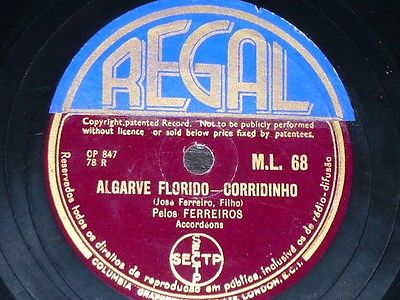
Algarve Florido,corridinho da autoria de José Ferreiro, Filho, gravado pelos Ferreiros (década 30)

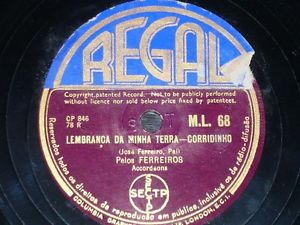
Gravação pelos Ferreiros,na década 30#Lembrança da Minha Terra", da autoria de José Ferreiro (Pai)

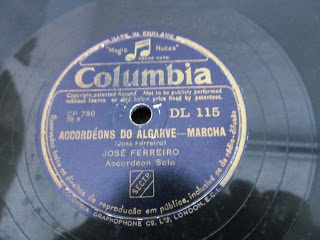
Disco Acordeons do Algarve,da autoria de José Ferreiro, por José Ferreiro, na década 30

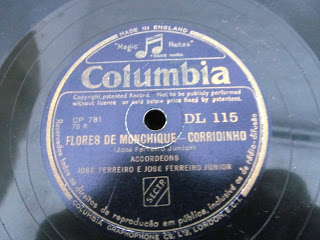
Disco Flores de Monchique-corridinho, da autoria de José Ferreiro Júnior, por José Ferreiro e José Ferreiro Júnior, na década 30

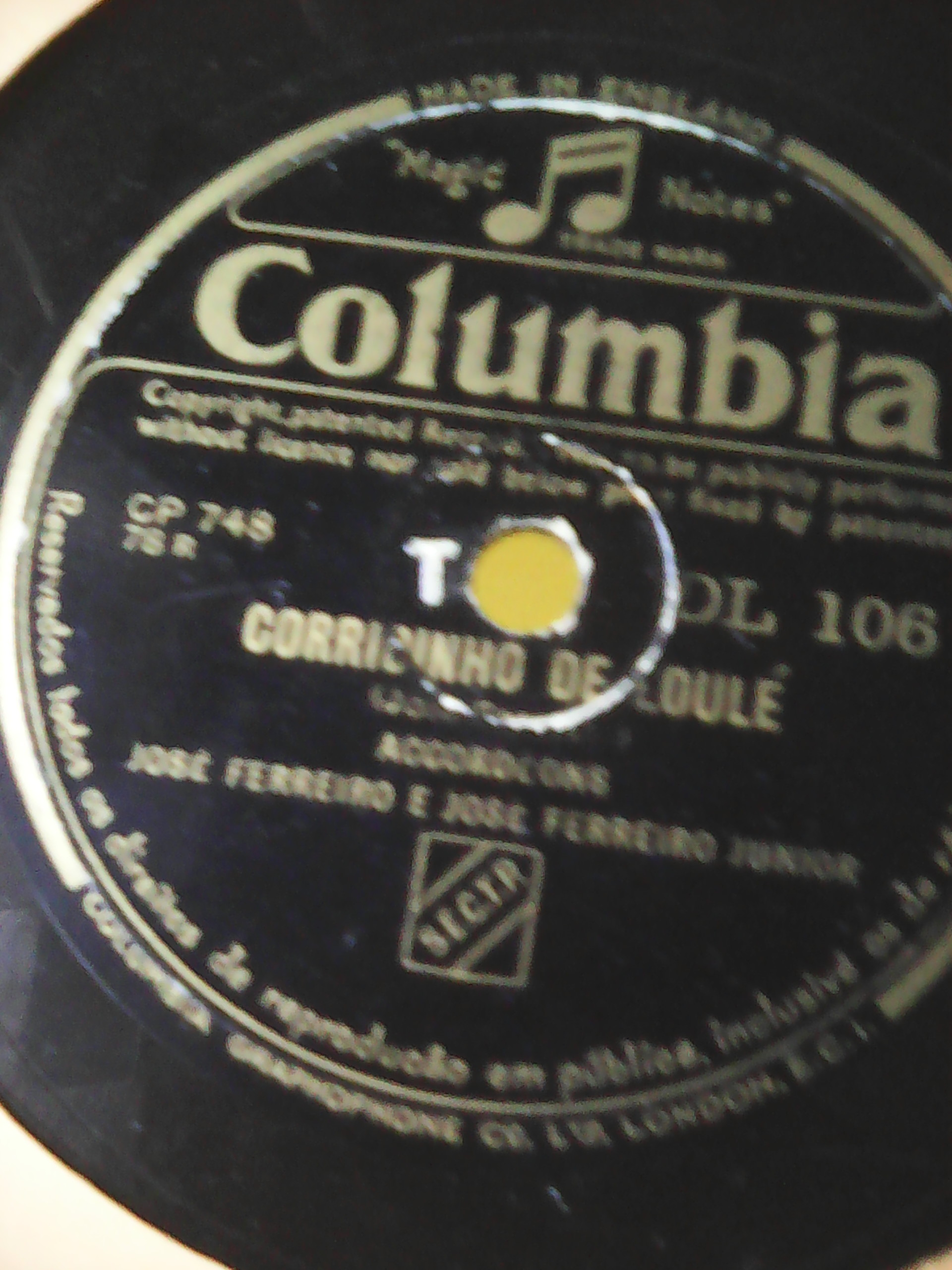
Disco Colúmbia Corridinho de Loulé, de José Ferreiro, por José Ferreiro e José Júnior, na década 30/40

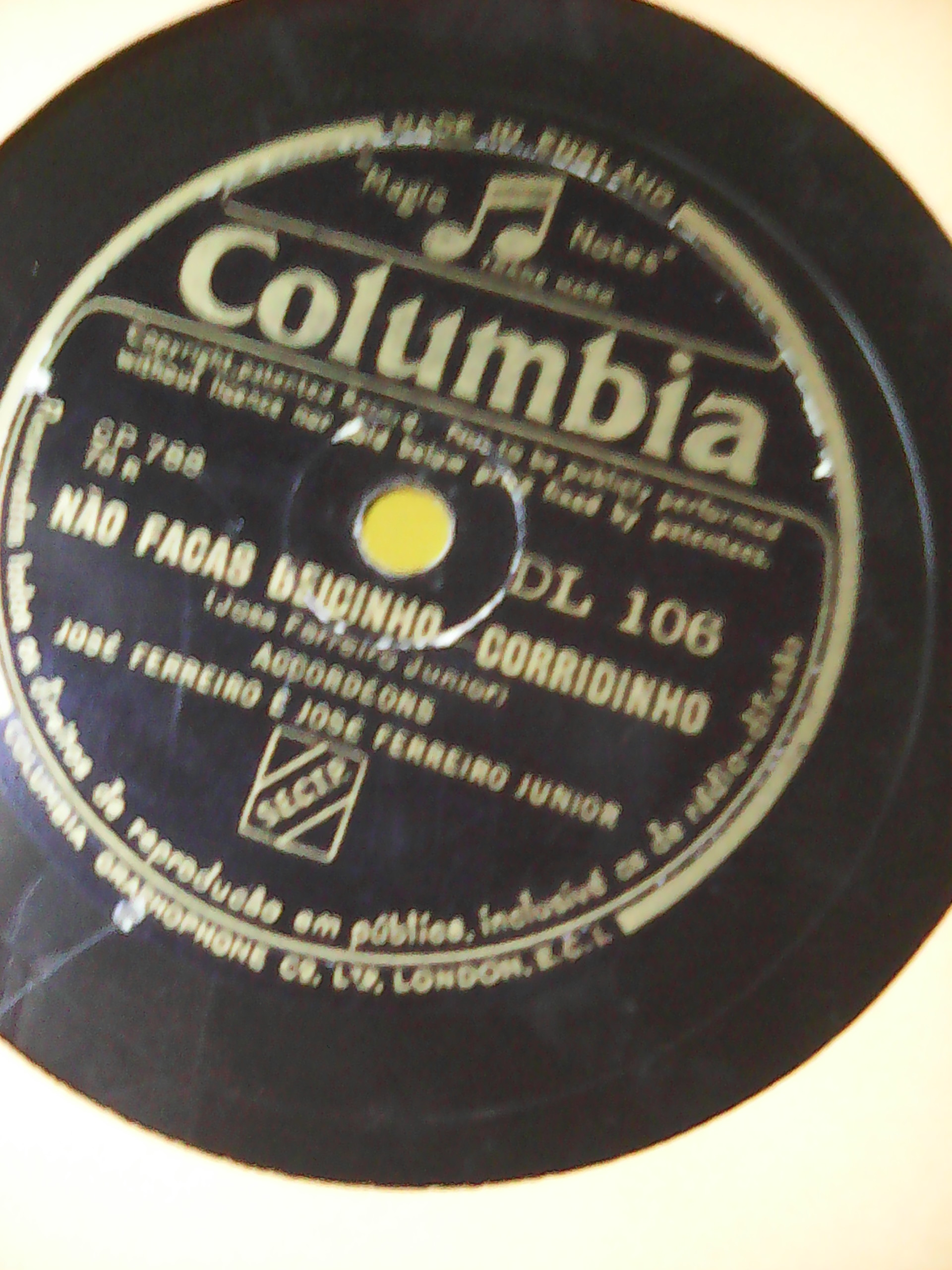
Disco Colúmbia "Não Faças Beicinho-corridinho da autoria de José Ferreiro Júnior, por José Ferreiro e José Ferreiro Júnior, na década 30/40

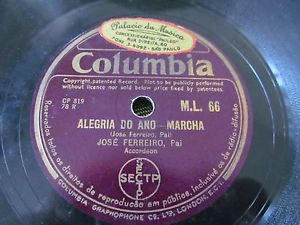
Marcha de Autoria de José Ferreiro (Pai),"Alegria do Ano" a solo

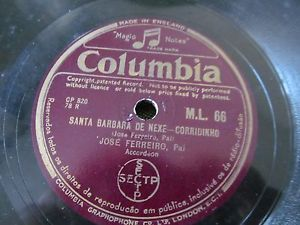
Corridinho da autoria de José Ferreiro (Pai), a solo "Santa Bárbara de Nexe"

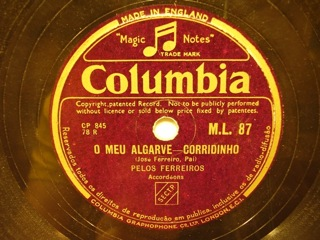
Gravação em 78 RPM pelos Ferreiros, da autoria de José Ferreiro (Pai)

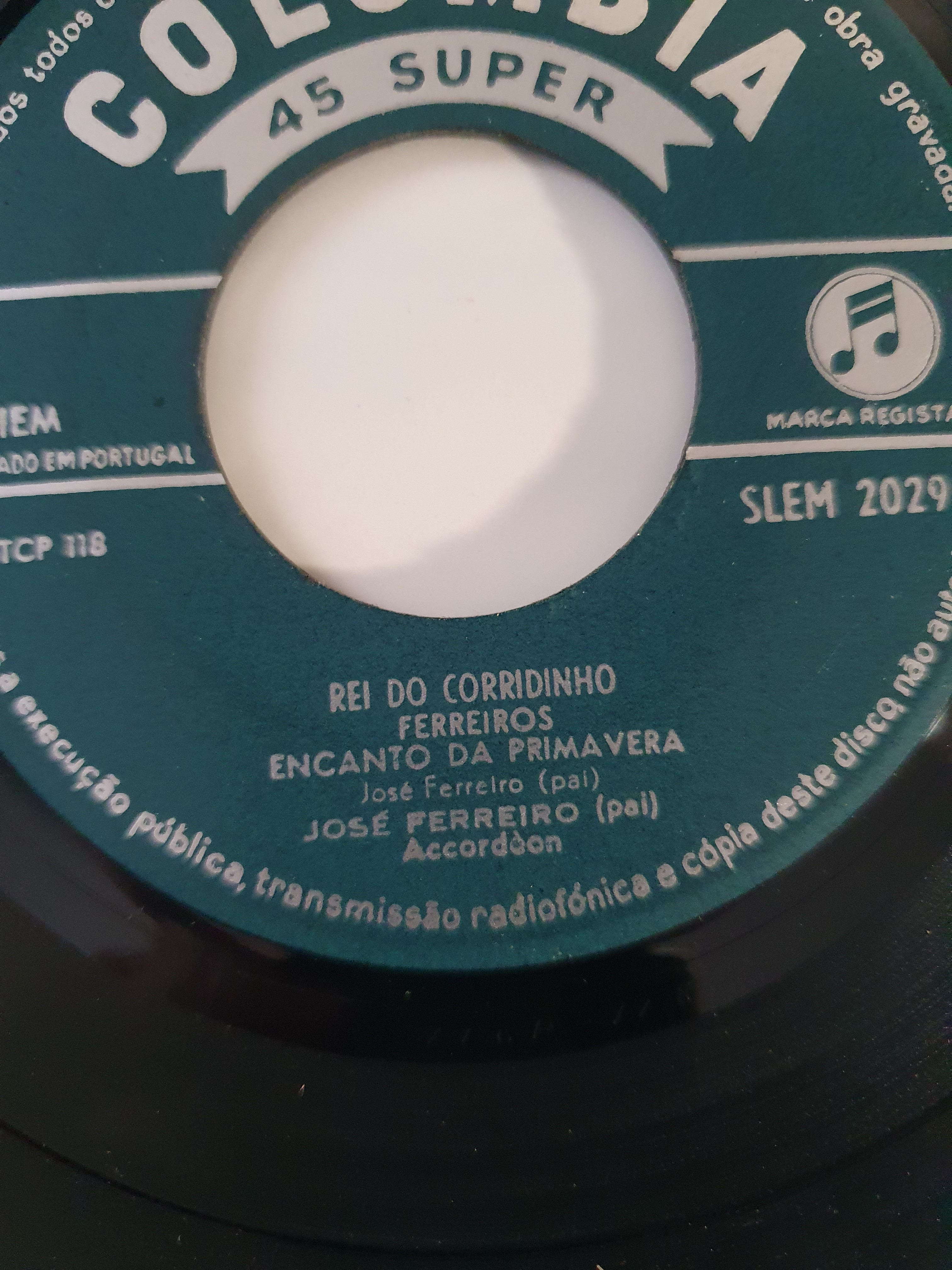
disco em 45 RPM, gravado por José Ferreiro (Pai) Os Ferreiros em 1959

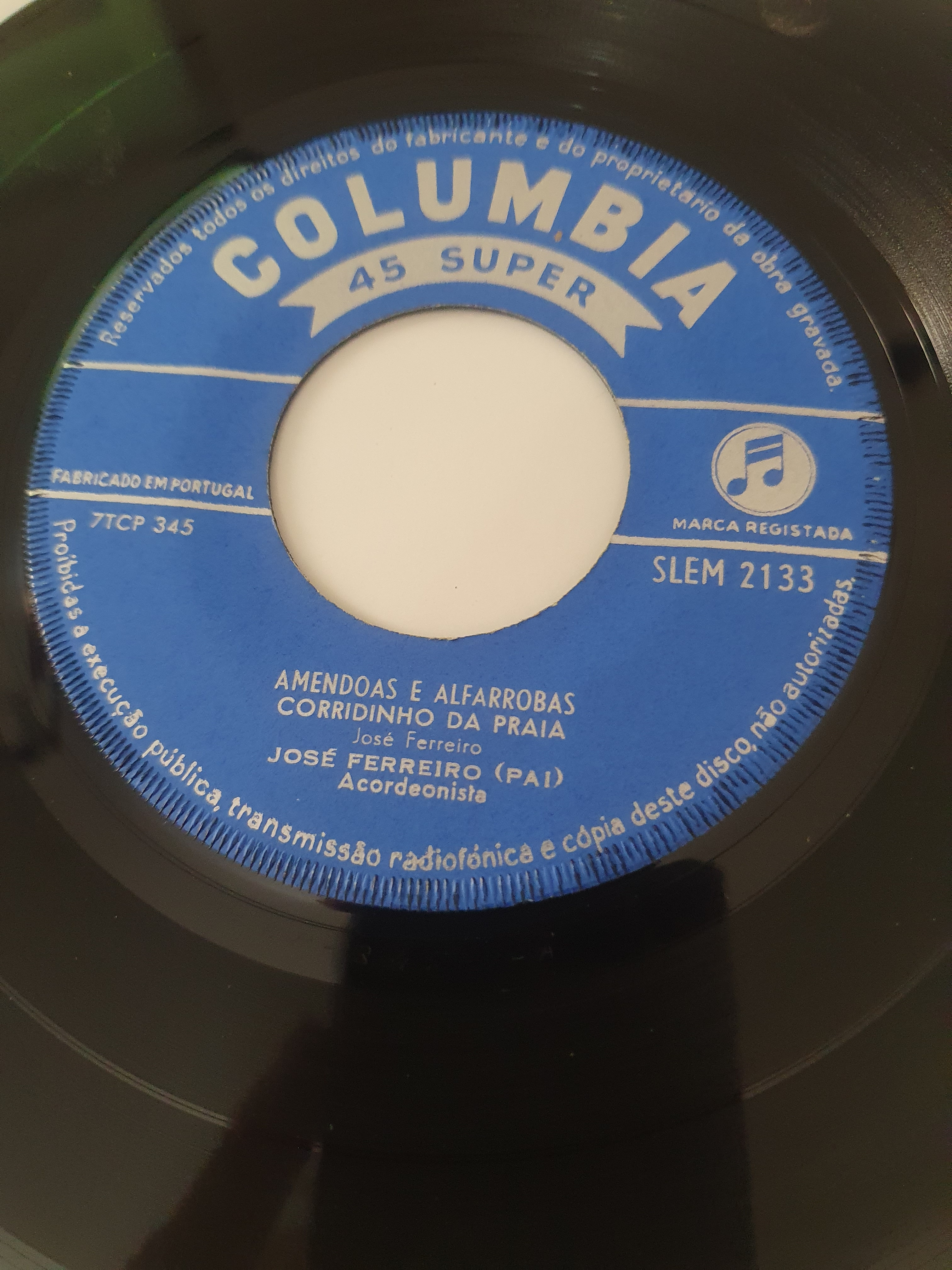
gravação em 45 RPM por José Ferreiro (Pai) Amêndoas e Alfarrobas em 1959

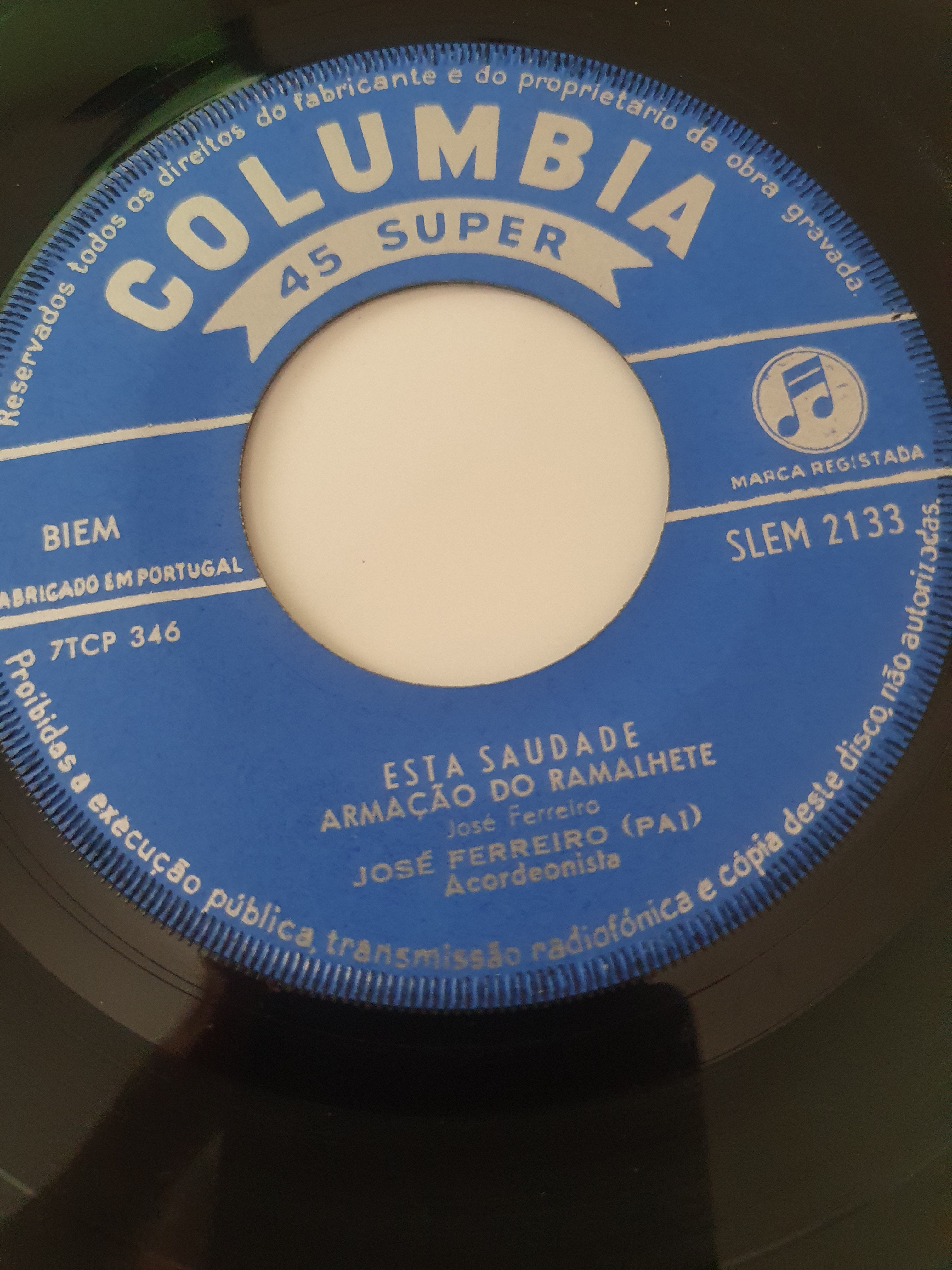
Gravação em 45 RPM de José Ferreiro (Pai) Armação e Ramalhete em 1959

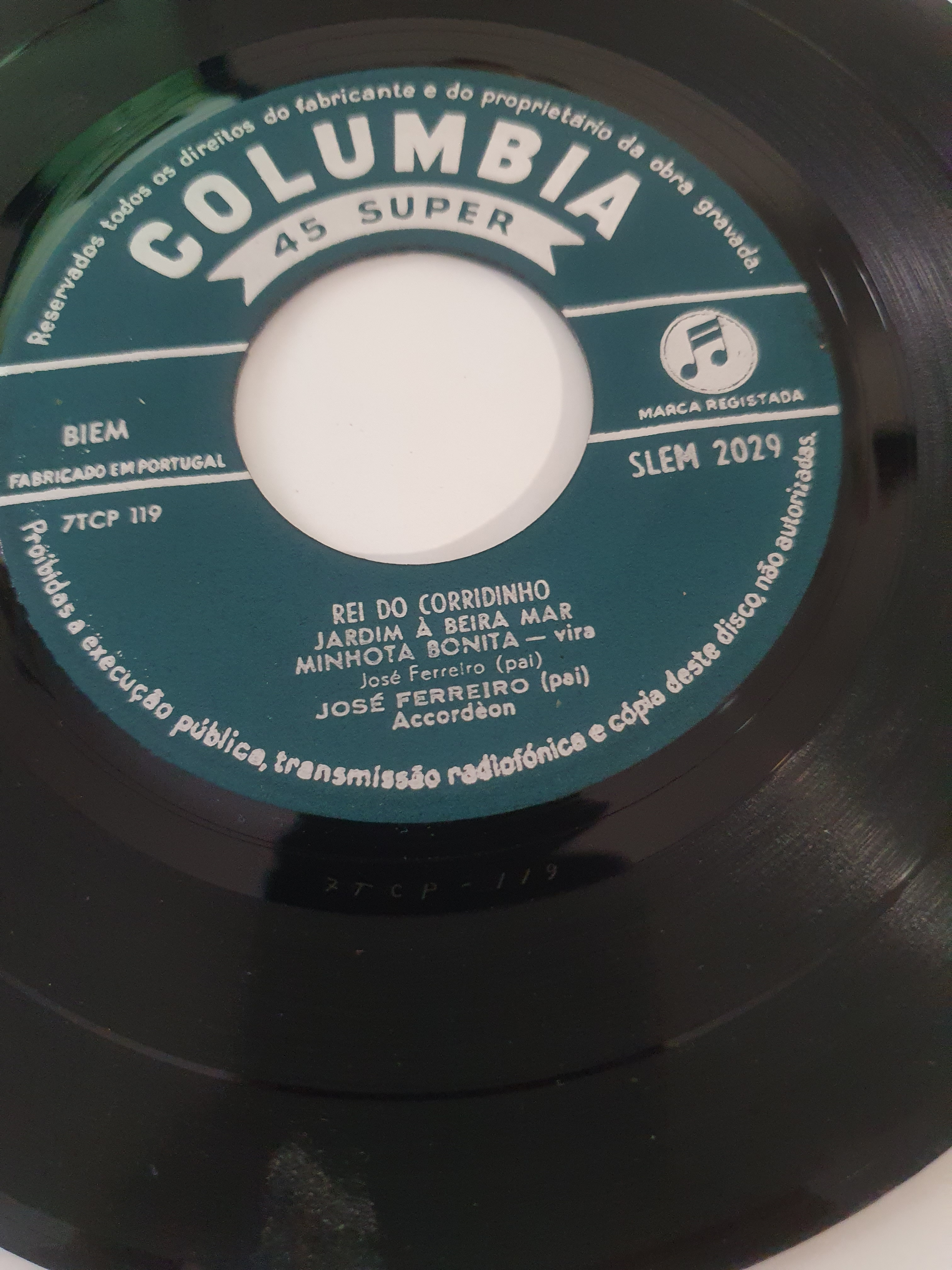
Gravação em 45 RPM de José Ferreiro (pai) Jardim à Beira Mar em 1959

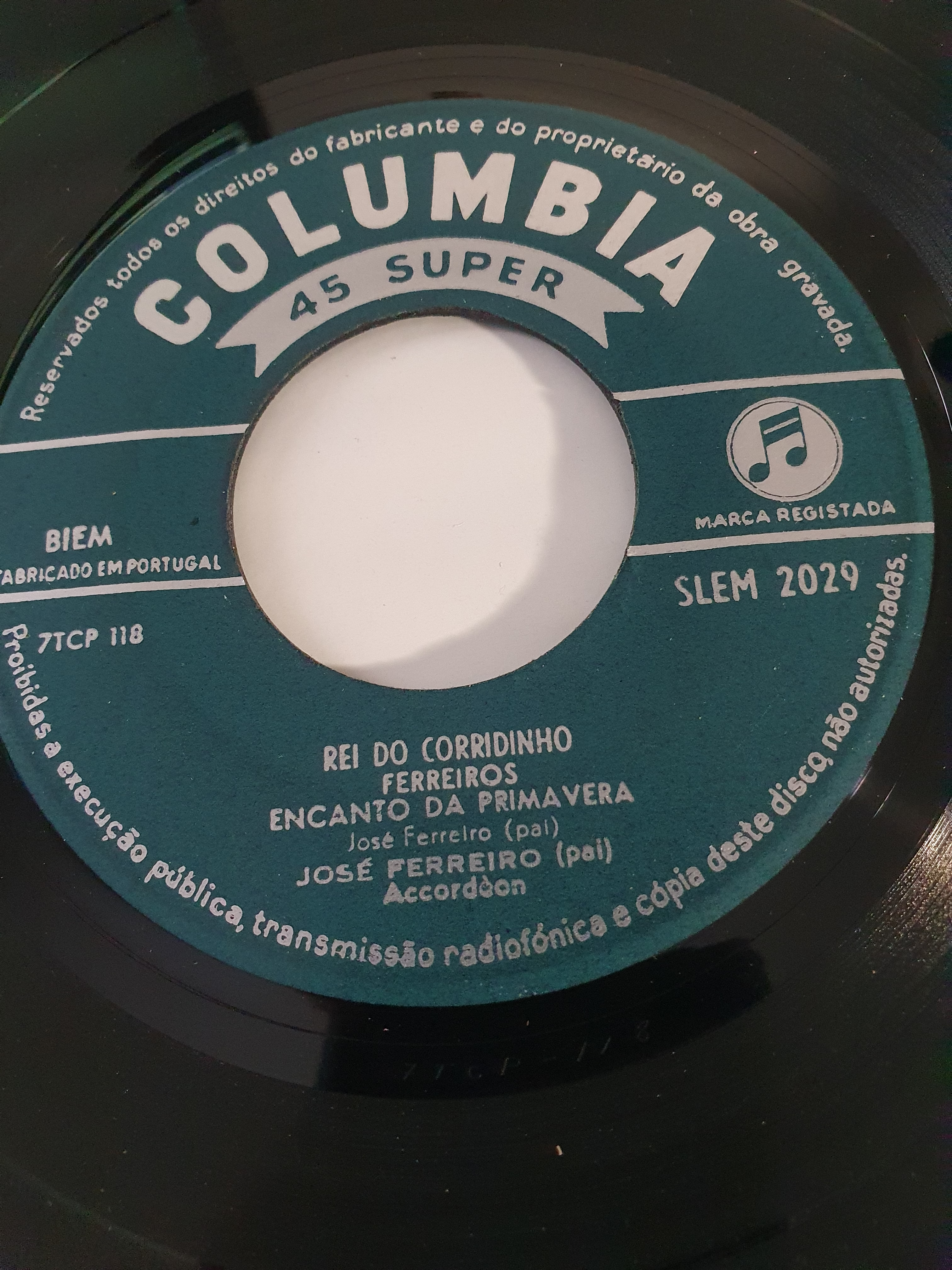
gravação em 45 RPM de José Ferreiro (Pai), Encantos da Primavera em 1959

- 1930-1952 - "Os Ferreiros"-Portugal-Acordeão-Colúmbia Records-Portugal-Série de discos gravados em conjunto com o seu filho José Ferreiro Júnior.
- 1936 -Ferreiros, "Alma Algarvia" &"Dia de Festa". Portugal:Colúmbia, DL91
- 1936 -Ferreiros, "Do Minho ao Algarve" &"Marcha de Bordeira", Portugal:Colúmbia, DL70[38]
- 1936 -Ferreiros, "corridinho Diz-me So O Teu Nome, Colúmbia, 1153 da autoria de José Ferreiro Júnior
- 1935 -José Ferreiro (Pai), "Caçadores de São Braz" a solo, Portugal, Colúmbia, DL 105, CP752
- 1936 -Ferreiros, "Corridinho da Bordeira & "Está na moda o Corridinho", Portugal:Colúmbia, DL70
- 1936 -Ferreiros, "Corridinho de Portimão" & "Lagos em Festa", Portugal:Colúmbia, DL80
- 1936 -Ferreiros, "Mocidade Bordeirense" & O Meu Algarve, Portugal:Colúmbia, DL87
- 1936 -Ferreiros, "Flores de Monchique" & "Acordeões do Algarve, Portugal, por José Ferreiro:Colúmbia, DL115
- 1936 -Ferreiros, Corridinho dos Alfinetes" Columbia Records
- 1935 -Ferreiros, Disco 78RPM Columbia Records-AH182-1. Corridinho "Alegrias do Algarve" & Corridinho de Albufeira
- 1935 -Ferreiros, Disco DL117 Colúmbia Records"Alegre Mocidade" & P'ra Minha Noiva"
- 1936 -Ferreiros, Disco. CP748-DL1061-"Corridinho de Loulé" de José Ferreiro e  "Não Faças Beicinho"de José Ferreiro Júnior. ACCORDEONS José Ferreiro e José Ferreiro Jùnior
- 1935 -Ferreiros, Disco DL134 Colúmbia Records" Corridinho "Lembrança da Minha Terra" & Algarve Florido" corridinho
- 1935 -Ferreiros, Colúmbia Records "ML169"7.(CP1026) e (CP1030), Corridinho "Flores do Sul"& "Raparigas de Loulé" corridinho
- 1935 -Ferreiros, Disco Colúmbia Records "ML167"9.(CP1027) e (CP1032) Corridinho "Meus Anos" & corridinho "Roda Catrina"
- 1936 -Ferreiros, Disco Colúmbia Records ML157.13 (CP1028) e 14 (CP1031) Corridinho "Rosas do Algarve" & corridinho "Amendoeiras em Flor"
- 1936 -Ferreiros, Disco Colúmbia RecordsR.D.P.-AH292 1. Valsa "Uma Noite em Paris" e 2. AHA225."vira "Linda Minhota"
- 1935 -Ferreiros, "Alma Minhota" - marcha - Colúmbia Records-Portugal-Valentim de Carvalho- José Ferreiro Júnior
- 1935 -Ferreiros, "Mouraria em Festa"-Marcha-Colúmbia-Portugal - Valentim de Carvalho
- 1935 -Ferreiros, "Mimoso"-corridinho-Colúmbia Records-Portugal- Valentim de Carvalho de José Ferreiro Júnior
- 1936 -Ferreiro (Pai), "Alegria do Ano & "Santa Bárbara de Nexe, Portugal:Colúmbia, DL132
- 1959 -Disco 45 RPM SLEM 2133 Colúmbia Records Corridinhos por José Ferreiro 1."Amêndoas e Alfarrobas" 2."Corridinho da Praia" 3.Esta Saudade" 4."Armação e Ramalhete"
- 1959 - Disco 45 RPM SLEM 2029 Colúmbia Records-Valentim de Carvalho O Rei do Corridinho por José Ferreiro (Pai) 1.Corridinho "Os Ferreiros" 2.Encantos da Primavera 3."Minhota Bonita" 4."Jardim à Beira-Mar"